# Đại Cồ Việt

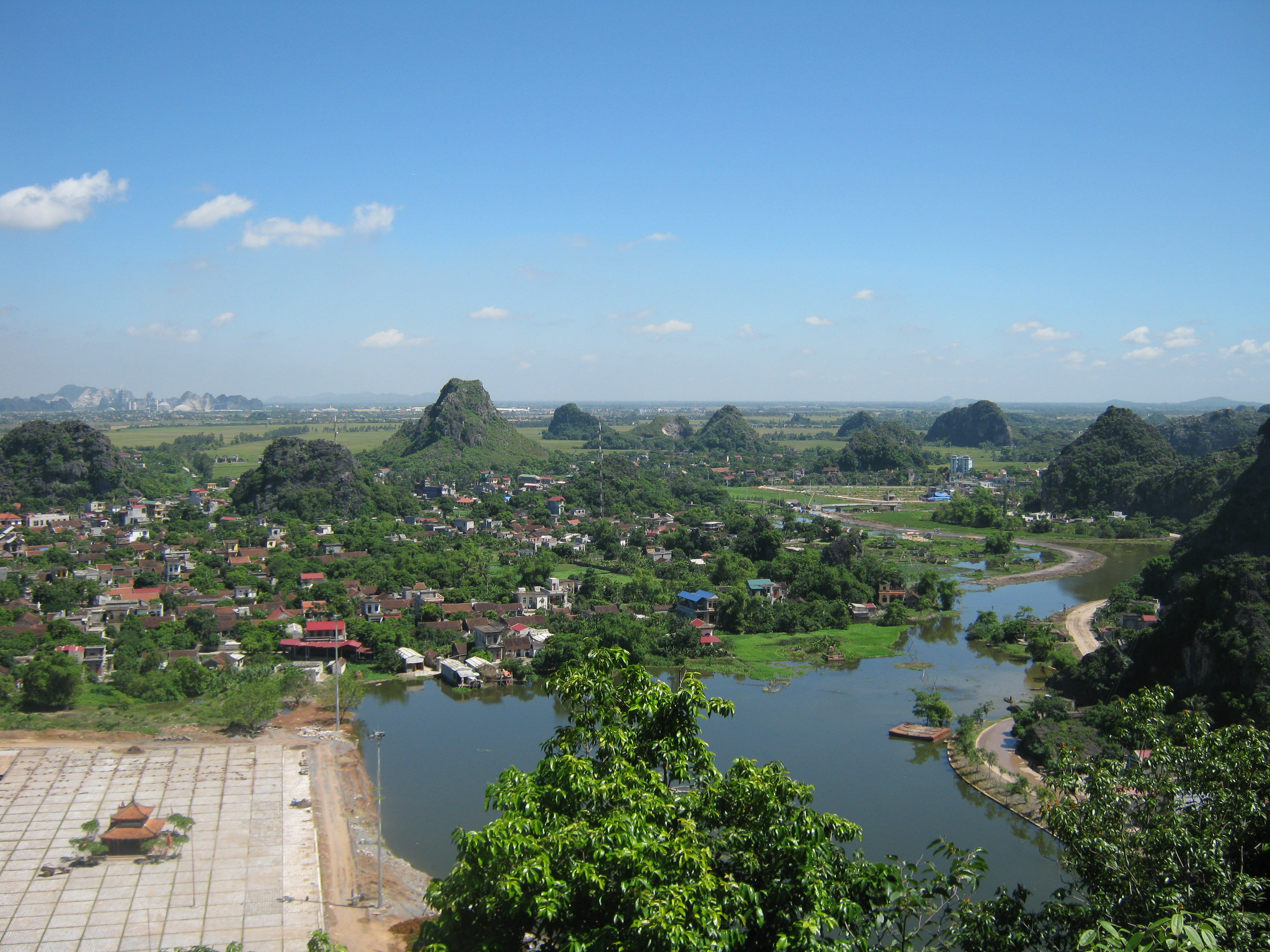
Toàn cảnh cố đô Hoa Lư - kinh đô đầu tiên của nhà nước Đại Cồ Việt do Đinh Tiên Hoàng Đế sáng lập

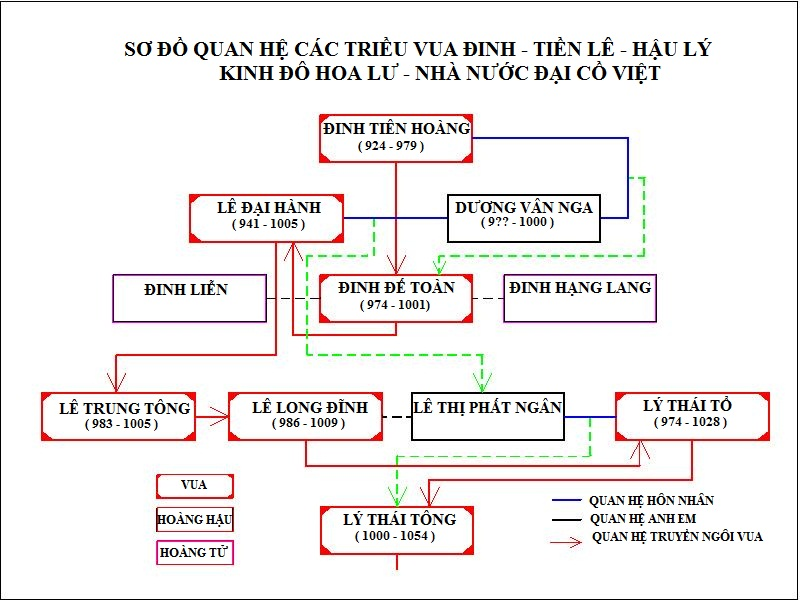
Phả hệ các triều vua Đại Cồ Việt ở khu di tích cố đô Hoa Lư

Đại Cồ Việt (chữ Hán: 大瞿越, 968 – 1054) là quốc hiệu của Việt Nam dưới thời bảy vị vua trị vì thuộc ba triều đại: nhà Đinh, nhà Tiền Lê và đầu thời nhà Lý với kinh đô ban đầu đặt tại Hoa Lư và từ tháng 7 âm lịch năm 1010 đặt tại Thăng Long.
Nhà nước Đại Cồ Việt tồn tại 86 năm kể từ khi Đinh Bộ Lĩnh thống nhất vùng châu thổ phía Bắc, lên ngôi hoàng đế năm 968 cho đến tháng 10 âm lịch năm 1054 đời vua Lý Thánh Tông, khi ông đổi quốc hiệu thành Đại Việt. Thời kỳ Đại Cồ Việt đánh dấu lần đầu tiên sau thời kỳ Bắc thuộc, người Việt có được một quốc gia độc lập, một nhà nước phong kiến tập quyền riêng và quân đội riêng.

## Ý nghĩa tên gọi
Quốc hiệu Đại Cồ Việt do vua Đinh Tiên Hoàng đặt năm 968. Đại Cồ Việt là quốc hiệu được dùng trong 8 đời vua của 3 triều Đinh, Tiền Lê, Lý, với quãng thời gian dài 86 năm (968 - 1054). Đến năm Giáp Ngọ, niên hiệu Long Thụy Thái Bình thứ 1 (1054), vua Lý Thánh Tông mới đặt lại quốc hiệu là Đại Việt. Điều này có nghĩa là khi dời đô từ Hoa Lư ra Thăng Long, nước vẫn mang quốc hiệu là Đại Cồ Việt.
Ý nghĩa quốc hiệu Đại Cồ Việt:
Hiện có nhiều thuyết khác nhau về ý nghĩa của chữ "Cồ".
Có cách lý giải rằng chữ "Cồ" hay "Cù" (瞿) là dạng đơn tiết hóa từ “Cồ Đàm” (phiên âm từ Gautama - họ của Phật Thích Ca), giống như “Thích” từ “Thích Ca Mâu Ni”, như “Phật” từ “Phật Đà”. Trần Trọng Dương (2009) kết luận rằng: ba chữ “Đại Cồ Việt” là một tên thuần túy Hán văn như bao quốc hiệu khác. ĐẠI CỒ VIỆT nghĩa là NƯỚC VIỆT - NƯỚC PHẬT GIÁO (của đức ĐẠI CỒ ĐÀM). Ý kiến này cũng giống với ý kiến của Nguyễn Khắc Kham, J. de Francis, và học giả An Chi.
Thuyết khác là "Đại" (大) theo nghĩa chữ Hán là lớn, "Cồ" (瞿) là âm Hán-Việt cổ của từ Cự hay Cừ (巨) cũng là lớn. Đinh Tiên Hoàng muốn ghép hai chữ để khẳng định nước Việt là nước lớn.. 
Thuyết khác nữa là Cồ (𡚝) được viết theo chữ Nôm là Đại ở trên và Cù (瞿) ở dưới.
Hai câu đối (vẫn còn trong đền vua Đinh Tiên Hoàng ở Hoa Lư):
Cồ Việt quốc đương Tống Khai Bảo
Hoa Lư đô thị Hán Trường An.
Nghĩa là:
Nước Cồ Việt ngang hàng với nhà Tống đời Khai Bảo;
Kinh đô Hoa Lư như Tràng An của nhà Hán.
Lê Văn Siêu trong Việt Nam văn minh sử cương giải thích:
"Đại Cồ Việt có nghĩa là nước Việt rộng lớn trông suốt cả bốn cõi hay tám cõi theo lối hiểu ngày xưa, ấy là cái cao vọng của người không những muốn thống trị mà còn muốn bành trướng thế lực ra tám cõi nữa"

## Vai trò
Các nhà sử học trong các bộ quốc sử Đại Việt sử ký toàn thư và Khâm định Việt sử thông giám cương mục đều lấy mốc ra đời của nước Đại Cồ Việt trở về trước là “Ngoại kỷ”, “Tiền biên”; trở về sau là “Bản kỷ”, “Chính biên”.
Trong ngàn năm Bắc thuộc từng trỗi dậy những chính quyền nhưng thời gian tồn tại chưa được bao lâu đã bị dẹp yên, sự nghiệp chưa ổn định lâu dài nên chưa thể cấu thành triều đại. Từ khi họ Khúc giành lấy quyền tự chủ cho đến hết loạn 12 sứ quân, danh nghĩa Việt Nam vẫn chỉ là một phiên trấn của Trung Quốc với cái tên Tĩnh Hải quân, các nhà lãnh đạo Việt Nam thời tự chủ chỉ ở mức Tiết độ sứ cả trong nước và ngoại giao, đến lúc Ngô Quyền đánh đuổi quân Nam Hán mới tự xưng Quốc vương. Bắt đầu từ đấy, vua Việt Nam mới chính thức được xác định, tuy nhiên, nhà Ngô vẫn chưa đặt quốc hiệu. Bấy giờ bên Trung Quốc cũng đang loạn to, chính quyền trung ương còn mải lo đánh dẹp nên chưa thể nhòm ngó xuống mạn cực nam, chỉ có nước Nam Hán kế cận thỉnh thoảng xung đột mà thôi. Đến thời nhà Đinh, đối với thần dân trong nước, các vua người Việt đã xưng hoàng đế và đặt quốc hiệu là Đại Cồ Việt, gặp lúc nhà Tống cũng mới chấm dứt cục diện Ngũ đại Thập quốc nên sai sứ sang sắc phong vua Đinh làm Giao Chỉ quận vương, từ đó nền quân chủ Việt Nam mới được xác lập.
Việc thành lập nhà nước Đại Cồ Việt là sự kiện hết sức trọng đại trong lịch sử dựng nước và giữ nước của dân tộc Việt Nam. Chỉ tồn tại trong vòng 86 năm (968-1054) với hai triều đại là nhà Đinh, nhà Tiền Lê và hai triều vua đầu thời Lý là Lý Thái Tổ và Lý Thái Tông nhưng Nhà nước Đại Cồ Việt giữ một vai trò hết sức quan trọng:
- Nhà nước Đại Cồ Việt là nhà nước quân chủ trung ương tập quyền, thừa kế và phát triển lên một bước so với nhà nước quân chủ của nhà Ngô trước đó chưa có quốc hiệu. Nhà nước Đại Cồ Việt là một quốc gia thống nhất, độc lập, có tổ chức quân đội riêng và làm chủ một giang sơn riêng. Đặc biệt đây là nhà nước quân chủ đầu tiên đúc tiền đồng Thái Bình hưng bảo trong lịch sử tiền tệ Việt Nam, là nhà nước quan tâm đến việc phát triển kinh tế và văn hóa…
- Nhà nước Đại Cồ Việt cũng là nhà nước quân chủ đầu tiên đặt quan hệ bang giao với Trung Quốc, trong lịch sử bang giao của Việt Nam. Năm 970, vua Đinh Tiên Hoàng sai sứ thần sang nhà Tống để kết hiếu giao hảo. Ông cũng là người đầu tiên trong lịch sử Việt Nam thi hành những biện pháp và nghi thức ngoại giao vừa mềm mỏng, vừa cứng rắn đối với đế chế Trung Hoa. Từ đó, để lại một bài học kinh nghiệm ngoại giao với đế chế khổng lồ phương Bắc là “ở trong xưng Đế, bên ngoài xưng Vương” cho các vương triều quân chủ Việt Nam sau này.
- Nhà nước Đại Cồ Việt cũng ghi dấu ấn với việc thực thi các chính sách đúng đắn đối với dân tộc thiểu số, tạo điều kiện để các dân tộc chung sống hòa bình, cùng nhau đoàn kết chống lại kẻ thù chung; mở rộng lãnh thổ về phương Nam, tiến hành nhiều cuộc khai phá, di dân để các triều đại sau này tiếp tục hoàn thành trọn vẹn quá trình ấy.

Tại hội thảo quốc gia "Vai trò của Nhà nước Đại Cồ Việt trong tiến trình lịch sử dân tộc Việt Nam" diễn ra ngày 12/4/2018 tại Ninh Bình, GS.TSKH Vũ Minh Giang cho rằng:
“Hơn 1.000 năm dưới ách cai trị hà khắc với chính sách đồng hóa ráo riết của phong kiến phương Bắc là một thử thách hiểm nghèo của nhân dân Âu Lạc. Sau chừng ấy thời gian mà người Việt vẫn giữ được bản sắc văn hóa riêng và giành lại độc lập là hiện tượng hy hữu tới mức có thể coi là duy nhất trong lịch sử thế giới. Nhà nước Đại Cồ Việt ra đời thực sự là một dấu mốc lớn trong tiến trình lịch sử dân tộc. Với việc đặt Quốc hiệu, niên hiệu, xây dựng bộ máy hành chính thống nhất thông suốt, xác định cương thổ, phát hành tiền tệ… Đại Cồ Việt là quốc gia độc lập với đầy đủ tiêu chí sánh ngang với các quốc gia khác. Sự nghiệp “tái lập quốc” của dân tộc ta đến đây mới chính thức hoàn thành. Đây là sự kiện có ý nghĩa hết sức to lớn” -

## Khảo cổ học
Tuy nhiên một số phát hiện khảo cổ học gần đây cho thấy quốc hiệu thời kỳ này có lẽ là Đại Việt và tên gọi Đại Cồ Việt hiện đang gây tranh cãi.
Kết quả khảo cổ học ở 2 kinh đô Hoa Lư và Thăng Long cho thấy các viên gạch có niên đại từ thời Đinh đến đầu thời Lý được sử dụng lại khắc chữ "Đại Việt Quốc Quân Thành Chuyên" (Gạch xây thành nước Đại Việt). Sự xuất hiện những viên gạch này ở thời điểm trước khi Lý Thánh Tông đổi quốc hiệu thành Đại Việt như ghi chép trong chính sử khiến có những luồng ý kiến cho rằng quốc hiệu từ thời Đinh đã là Đại Việt.
Về gạch xây thành nhà Đinh, Giáo sư Đỗ Văn Ninh đã nhận định qua bài viết "Tìm hiểu vài loại gạch cổ khai quật ở Ba Đình" như sau:
"Trong Hội thảo khoa học về đề tài "Từ Hoa Lư tới Thăng Long", tôi đã có dịp trình bày một ý kiến: "Chỉ có nước Đại Việt, không có nước Đại Cồ Việt, ý kiến đó dựa vào sự tồn tại khách quan của những viên gạch xây kinh đô có in quốc hiệu "Đại Việt". Không một người thợ làm gạch nào ở Hoa Lư cả gan dám đổi quốc hiệu thành "Đại Việt" nếu thời Đinh - Lê có quốc hiệu là "Đại Cồ Việt."

## Lịch sử thời kỳ Đại Cồ Việt

Lê Hoàn đại phá quân Tống năm 981

### Quân sự
Đây là thời kỳ khởi đầu để mở ra một kỷ nguyên độc lập lâu dài xuyên suốt các triều đại Đinh, Lê, Lý và Trần, Hậu Lê sau này. Trong 86 năm quốc hiệu thì 42 năm kinh đô Đại Cồ Việt là Hoa Lư, còn lại kinh đô là Thăng Long tồn tại cả khi Lý Thánh Tông đổi quốc hiệu sang Đại Việt.
Thời gian này các vương triều Trung Hoa mang quân sang xâm lược, nhưng bị chống trả quyết liệt. Tiêu biểu hơn cả là chiến thắng vang dội của Lê Hoàn đánh thắng quân nhà Tống xâm lược (981), giết chết tướng Hầu Nhân Bảo.
Năm sau (982), Lê Đại Hành mang quân đánh Chiêm Thành vì Chiêm Thành đã bắt giữ sứ giả của Đại Cồ Việt. Quân nhà Tiền Lê đại phá được quân Chiêm Thành, giết chết vua Chiêm là Bà Mỹ Thuế, đánh thẳng vào kinh đô Chiêm Thành, rồi mới rút về.
Sang thời nhà Lý, Lý Thái Tông cũng khởi binh đánh Chiêm Thành năm 1044 vì vua Chiêm lấn cướp ven biển và không chịu thông sứ. Nhà Lý bắt được hơn 5.000 người và 30 con voi. Tướng Chiêm thành là Quách Gia Di chém quốc vương là Sạ Đẩu đem đầu sang xin hàng. Lý Thái Tông mang tù binh người Chiêm về nước ban cho ruộng đất lập thành phường ấp để làm ăn.
Lịch sử Việt Nam, từ khi độc lập vào thế kỷ 10 mang dấu ấn của sự phát triển nhà nước Nho giáo theo mô hình kiểu Trung Hoa.

### Kinh tế
Nông nghiệp đóng vai trò chủ yếu trong sinh hoạt kinh tế. Nông dân được làng xã chia ruộng để cày cấy, nộp thuế và đi lính cho nhà vua. Các vua rất chú ý khuyến khích nông nghiệp. Lê Hoàn là vua Việt Nam đầu tiên cử hành lễ cày tịch điền vào mùa xuân hàng năm. Từ đó, các vua thời sau đều giữ lệ ấy.
Song song với nông nghiệp, vấn đề thủy lợi cũng được các vua chú ý kênh ngòi được đào vét nhiều nơi vừa để tưới ruộng vừa để tiện lợi giao thông bằng thuyền bè. Hệ thống giao thông đường bộ được mở mang. Những đường giao thông chính đều có đặt các trạm xá.
Các nghề thủ công như nghề gốm, nghề dệt, khai mỏ, luyện sắt, đúc đồng... đều được phát triển. Nhờ ngành thủ công nghệ phát triển cao nên Lê Đại Hành xây được một cung điện làm nơi coi chầu, cột nhà được thếp vàng, ngói bằng bạc. Các hoạt động sản xuất, thương mại hầu như chưa phát triển mặc dù vào thời nhà Lý đã có buôn bán với các vương quốc trong vùng tại cảng Vân Đồn (Quảng Ninh).

### Văn hoá
Sau thời đại của văn hóa Đông Sơn, văn minh sông Hồng, lịch sử văn hóa văn minh Việt Nam bước vào thời đại lớn thứ hai của nó là thời đại Đại Cồ Việt - Đại Việt - Việt Nam, với ba thời kỳ văn hóa dài ngắn khác nhau: văn hóa Hoa Lư, văn hóa Thăng Long và văn hóa Phú Xuân.
Thế kỷ 10, khi đất nước Đại Cồ Việt bước vào kỷ nguyên độc lập tự chủ lâu dài, cũng là lúc nảy sinh những mầm mống của một nền văn học dân tộc dưới hình thức chữ Hán và chịu ảnh hưởng của tư tưởng Phật giáo. Các danh nhân như Khuông Việt, Pháp Thuận và Vạn Hạnh là những người được triều đình trọng dụng và có tầm ảnh hưởng lớn đến văn hóa dân tộc. Đinh Tiên Hoàng là người đầu tiên lập chức tăng thống đưa phật giáo trở thành quốc đạo. Từ năm Canh Ngọ 970, Đinh Tiên Hoàng truyền cho đúc tiền đồng, là tiền tệ xưa nhất ở Việt Nam, gọi là tiền đồng Thái Bình, đặt nền móng cho nền tài chính - tiền tệ của nhà nước phong kiến Việt Nam. Từ năm 976, thuyền buôn của các nước ngoài đến dâng sản vật của nước họ, kết mối giao thương với Đại Cồ Việt.
Trong "Lịch triều hiến chương loại chí" Phan Huy Chú nhận xét: 
"Xét nước ta từ thời Hùng Vương mới bắt đầu thông hiếu với Trung Quốc nhưng danh hiệu còn nhỏ không được dự vào hàng chư hầu triều hội... đến khi Đinh Tiên Hoàng bình định các sứ quân, khôi phục mở mang bờ cõi, bấy giờ điển lễ, sách phong của Trung Quốc mới cho đứng riêng là một nước"
Trong lịch sử Việt Nam, Lê Hoàn không chỉ là một vị hoàng đế có những đóng góp lớn trong chống Tống phương Bắc, quân Chiêm phương Nam, giữ gìn và củng cố nền độc lập dân tộc mà còn có nhiều công lao trong sự nghiệp ngoại giao, xây dựng và kiến tạo đất nước Đại Cồ Việt. Lê Hoàn cũng là người tạo tiền đề, điều kiện để thời gian sau đó Lý Công Uẩn có đủ khả năng dời đô từ Hoa Lư về Thăng Long năm 1010, mở ra một kỷ nguyên phát triển lâu dài của văn hóa Thăng Long - Hà Nội. Lê Đại Hành khi làm vua cho xây dựng nhiều công trình, đẩy mạnh sản xuất nông nghiệp và thủ công nghiệp để chấn hưng đất nước. Ông là vị vua mở đầu cho lễ tịch điền nhằm khuyến khích sản xuất nông nghiệp dưới chế độ phong kiến Việt Nam. Mở đầu cho một lễ nghi trọng đại mà các vương triều sau tiếp tục noi theo để khuyến khích phát triển sản xuất nông nghiệp. Lê Đại Hành cũng là vị vua đầu tiên tổ chức đào sông. Công trình đào sông Nhà Lê do Lê Hoàn khởi dựng là con đường giao thông thủy nội địa đầu tiên của Việt Nam. Sự nghiệp mở đầu vĩ đại đó đã trở thành phương châm hành động của các thời Lý, Trần, Lê, Nguyễn sau này.
Lê Hoàn là người mở đầu và xác lập những nguyên tắc cơ bản của nền ngoại giao Đại Cồ Việt. Nhà Tống là triều đại phong kiến hùng mạnh nhất châu Á đương thời mang nặng tư tưởng bành trướng đã phải từng bước thừa nhận sức mạnh, thế lực của quốc gia độc lập Đại Cồ Việt, đã phong cho Lê Hoàn các tước vị cao như Giao Chỉ quận vương, Nam Bình vương, sứ thần Tống còn làm thơ tôn Lê Hoàn tài ba không khác gì vua Tống. Phan Huy Chú đánh giá: "Nhà Tiền Lê tiếp đãi sứ nhà Tống, tình ý và văn thư rất là chu đáo. Khúc hát hay cũng đủ khoe có nhân tài mà quốc thể được thêm tôn trọng làm cho người Bắc phải khuất phục". Đại Việt sử ký toàn thư ghi nhà vua còn bố trí sư Pháp Thuận giả làm người chở đò ra đón sứ giả Lý Giác. Câu chuyện hai người đã mượn bài thư Vịnh ngỗng của Lạc Tân Vương đời Đường để nối vần đối đáp với nhau nhân có hai con ngỗng bơi trên mặt sông, đã khiến Lý Giác rất thích thú và bị chinh phục đã trở thành giai thoại thú vị trong bang giao và văn học. Sau đó, về sứ quán Lý Giác đã làm một bài thư gửi tặng ngỏ ý "tôn Lê Hoàn không khác gì vua Tống" như lời Khuông Việt đại sư nói.
PGS. Bùi Duy Tân phát hiện bài thơ Nam quốc sơn hà, một kiệt tác văn chương, cũng đồng thời là bản tuyên ngôn độc lập đầu tiên của dân tộc Việt Nam xuất hiện đầu tiên trong cuộc kháng chiến chống Tống lần thứ nhất của Lê Hoàn và cũng được Lý Thường Kiệt vận dụng ở lần kháng chiến chống Tống thứ hai. PGS.TS Trần Bá Chí cũng khẳng định: Nam quốc sơn hà là bản tuyên ngôn độc lập, chỉ có thể ra đời sau hàng ngàn năm bắc thuộc, nhưng không phải vào thời Ngô Quyền còn loạn lạc, chưa tức vị, trước khi chống Nam Hán, mà là ở thời vua Lê Đại Hành chống Tống khi thể chế, ngôi vị đã vững vàng, an định. Kiệt tác thứ hai, ở triều đại hoàng đế Lê Hoàn là một bài ngũ ngôn tuyệt cú của nhà sư Pháp Thuận. Đây là bài thơ có tên tác giả xuất hiện sớm nhất, nên được đặt vào vị trí khai sáng cho văn học cổ dân tộc. Cũng như Nam quốc sơn hà, Quốc tộ là bài thơ giàu sắc thái chính luận, một bài thơ viết về những vấn đề chính trị xã hội hiện hành của đất nước. Để trả lời nhà vua "hỏi về vận nước ngắn dài", nhà thơ đã lấy ngôn từ giản dị mà thâm thúy, bày tỏ chính kiến của mình: "Vận mệnh nước nhà dài lâu, bền vững khi nhà vua dựng mở được nền thái bình bằng phương sách ". Nếu Nam quốc sơn hà có giá trị như một bản tuyên ngôn độc lập, thì các nhà nghiên cứu khẳng định Quốc tộ có giá trị như một bản tuyên ngôn hòa bình. Hai bài thơ là hai kiệt tác văn chương bổ sung cho nhau, hoàn thiện Tuyên ngôn độc lập, Tuyên ngôn hoà bình đầu tiên của dân tộc, chính là cột mốc khai sáng văn học Việt Nam.
Là kinh đô đầu tiên của nhà nước phong kiến tập quyền Việt Nam, Hoa Lư còn là đất tổ sản sinh nhiều giá trị văn hóa thuần Việt. Kinh đô này là đất tổ của nghệ thuật sân khấu chèo mà người sáng lập là bà Phạm Thị Trân, một vũ ca tài ba trong hoàng cung nhà Đinh. Đây là loại hình sân khâu tiêu biểu nhất của Việt Nam. Các truyền thuyết lịch sử hát Tuồng cũng ghi rằng loại hình ngày hình thành vào thời Tiền Lê năm 1005, khi một kép hát người Tàu tên là Liêm Thu Tâm đến Hoa Lư và trình bày lối hát xướng thịnh hành bên nhà Tống và được vua Lê Long Đĩnh thâu dụng, bổ là phường trưởng để dạy cung nữ ca hát trong cung.
Sang thời Lý, nước Đại Cồ Việt tiếp tục phát triển hưng thịnh dưới thời vua Lý Thái Tổ và Lý Thái Tông. Năm 1054, vua Lý Thánh Tông lên ngôi, đổi tên nước thành Đại Việt.

### Hành chính
Thời Nhà Đinh, sử chép chia nước thành 10 đạo. Nhưng danh sách và diên cách mười đạo đó như thế nào, biên niên sử và hầu hết các thư tịch cổ không thấy nhắc đến. Đào Duy Anh nhận xét: Sử chép rằng Đinh Tiên Hoàng chia nước làm mười đạo hiện nay không rõ danh hiệu và vị trí các đạo là thế nào . Sách Đại Nam nhất thống chí và một số sách địa chí đời Nguyễn như Dư địa chí trong Lịch triều hiến chương loại chí của Phan Huy Chú, Phương Đình địa dư chí của Nguyễn Văn Siêu..., rải rác có nhắc đến đơn vị đạo đời Đinh, Tiền Lê. Cụ thể:
- Tỉnh Hà Nội: Đại Nam nhất thống chí chép thời Đinh gọi là đạo.
- Tỉnh Lạng Sơn: Đại Nam nhất thống chí chép thời Đinh chia làm đạo. Phương Đình địa dư chí cũng chép như vậy.
- Tỉnh Bắc Ninh: Lịch triều hiến chương loại chí chép nhà Đinh đặt làm đạo Bắc Giang, Lê Đại Hành mới đem đổi làm phủ, châu, đầu đời Lý đổi châu Cổ Pháp làm phủ Thiên Đức, cùng với Vũ Linh, Lạng Châu đều gọi là lộ cả. Đại Nam nhất thống chí chép tỉnh Bắc Ninh thời Tiền Lê là Bắc Giang. Phương Đình địa dư chí chép tỉnh Bắc Ninh thời Đinh gọi là đạo Bắc Giang.
- Tỉnh Nam Định: Đại Nam nhất thống chí chép đời Thái Bình nhà Đinh đặt làm đạo.
- Tỉnh Quảng Yên: Lịch triều hiến chương loại chí chép ba đời Đinh, Tiền Lê, Lý gọi là đạo Hải Đông.

Thời Tiền Lê, năm 1002, Lê Hoàn đổi mười đạo làm lộ, châu, phủ. Khâm định Việt sư thông giám cương mục chua: thay đổi và sắp xếp các lộ, châu, phủ thế nào không rõ. Đào Duy Anh cũng nhận xét: "Lê Hoàn cướp ngôi, nhà Lê đổi mười đạo làm lộ, phủ. châu. Hiện nay không rõ danh hiệu và vị trí các lộ phủ. châu ấy là thế nào". 
Các sách địa chí đời Nguyễn có nhắc đến một số lộ đời Tiền Lê. Cụ thể:
- Tỉnh Hà Nội: Đại Nam nhất thống chí chép đầu đời ứng Thiên nhà Tiền Lê gọi là lộ.
- Tỉnh Nam Định: Đại Nam nhất thống chí chép đầu đời ứng Thiên nhà Tiền Lê đặt làm lộ.
- Tỉnh Lạng Sơn: Đại Nam nhất thống chí chép nhà Tiền Lê, nhà Lý gọi là lộ. Phương Đình địa dư chí cũng chép tỉnh Lạng Sơn đời nhà Tiền Lê, nhà Lý gọi là lộ.
- Tỉnh Sơn Tây: Đại Nam nhất thống chí chép các đời Đinh, Tiền Lê, Lý gọi là lộ.

Về đơn vị phủ, Đại Việt sử ký toàn thư chép năm 1005 Lê Long Đĩnh đổi Đằng Châu làm phủ Thái Bình, Phương Đình địa dư chí cũng chép lại như thế.
Có vẻ các sách địa chí thế kỷ XIX căn cứ vào việc nhà Đinh tổ chức đất nước thành mười đạo, nhà Tiền Lê đổi mười đạo làm phủ, lộ, châu mà sau này đoán định vậy. Trong hầu hết biên niên sử và thư tịch trước đó gần như không thấy nhắc đến các đơn vị này. Trong khi đó, đơn vị châu lại vẫn được dùng phổ biến.
Dưới đây là danh sách các châu thời Đinh, Tiền Lê được đề cập trên cơ sở ghi chép của biên niên sử và một số thư tịch cổ khác:
- Ái Châu: Đại Việt sử ký toàn thư chép các sự kiện dưới hai triều Đinh. Tiền Lê gắn với Ái Châu: Lê Đại Hành người Ái Châu; Lê Hoàn đánh nhau với Đinh Điền, Nguyễn Bặc ở Tây Đô. vì Lê Hoàn là người Ái Châu nên sau khi lên ngôi đóng đô ở Hoa Lư mới gọi Ái Châu là Tây Đô; năm 989 Dương Tiến Lộc làm phản ở Hoan Châu và Ái Châu; năm 1009 Lê Long Đĩnh cho đào kênh, đắp đường và dựng cột bia ở Ái Châu. Khâm định Việt sử thông giám cương mục chua: Ái Châu là đất Thanh Hoa. Đại Nam nhất thống chí chép: tỉnh Thanh Hoá, đời Vũ Đế nhà Lương lấy Cửu Chân làm Ái Châu tên Ái Châu có từ đây), đời Đường gọi là Ái Châu, các đời Đinh, Tiền Lê cũng gọi như vậy.
- Ám Châu: Toàn thư chép năm 1003 Lê Hoàn đi Hoan Châu, vét kênh Đa Cái (vùng Hưng Nguyên, Nghệ An) thẳng đến trường Tư Củng thuộc Ám Châu. Không rõ cụ thể, nhưng theo ghi chép trên thì chắc Ám Châu cũng thuộc vùng Nghệ An.
- Cổ Pháp châu: Toàn thư chép năm 995 Lê Hoàn phong cho hoàng tử thứ mười một là Đề (tức Minh Đề) làm Hành Quân vương, đóng ở Bắc Ngạn châu Cổ Lãm, lại chép Lý Công Uẩn người hương Diên Uẩn, châu Cổ Pháp. Cương mục chua: châu Cổ Pháp, từ đời Đinh về trước là châu Cổ Lãm, nhà Tiền Lê đổi làm châu Cổ Pháp, nhà Lý đổi làm phủ Thiên Đức, nay là huyện Đông Ngàn, tỉnh Bắc Ninh. Như vậy, tên châu Cổ Pháp mới có sau năm 995.
- Đại Hoàng châu: Toàn thư chép Đinh Bộ Lĩnh người động Hoa Lư, châu Đại Hoàng. Cương mục chua: Đại Hoàng là tên châu, nay là huyện Gia Viễn, tỉnh Ninh Bình.

Chưa thấy tài liệu nào ghi cụ thể 10 đạo thời Đinh, căn cứ vào những ghi chép về thời Đinh, và thời Tiền Lê có thể suy đoán các tên các đạo của đất nước khi này như: Đạo Bắc Giang, Đạo Quốc Oai, Đạo Hải Đông, Đạo Hoan (Châu), Đạo Ái (Châu), Đạo Lâm Tây, Đạo Đại Hoàng, Đạo Đằng (Châu), Đạo Thái Nguyên, Đạo Phong (Châu).
Đại Việt sử ký toàn thư ghi lại thời điểm điều chỉnh về hành chính của Lê Đại Hành vào tháng 3 năm 1002: ông đổi mười đạo, phủ, châu thời Đinh làm lộ, phủ, châu. Có thể suy đoán các tên các lộ của đất nước khi này như: lộ Bắc Giang, lộ Quốc Oai, lộ Hải Đông, lộ Hoan (Châu), lộ Ái (Châu), lộ Lâm Tây, lộ Đại Hoàng, lộ Đằng (Châu), lộ Thái Nguyên, lộ Phong (Châu).